# Thorectes lusitanicus
Thorectes lusitanicus är en skalbaggsart som beskrevs av Henri Jekel 1865. Thorectes lusitanicus ingår i släktet Thorectes och familjen tordyvlar. Inga underarter finns listade i Catalogue of Life.